# The Kennedys
The Kennedys es una miniserie estrenada en 2011 que relata la vida de la célebre familia Kennedy y las tragedias que ha sufrido. Protagonizada por Greg Kinnear, Katie Holmes, Barry Pepper y Tom Wilkinson, entre otros, fue dirigida por Jon Cassar y tuvo su primera emisión en History Television en Canadá en el 2011. Estaba programado que fuese emitida por American History en los Estados Unidos, pero en enero de 2011 se anunció que no se emitiría. Después de que otros organismos de radiodifusión se negaran a emitirla, los derechos estadounidenses fueron adquiridos por ReelzChannel.
En España se estrenó el 29 de enero de 2012 con el título de Los Kennedy en el canal Cosmopolitan TV. Más tarde, en agosto de 2012 fue Telecinco quien la estrenó en abierto.

## Elenco
- Greg Kinnear como John F. Kennedy
- Katie Holmes como Jacqueline Bouvier Kennedy
- Barry Pepper como Robert F. Kennedy
- Tom Wilkinson como Joseph P. Kennedy
- Diana Hardcastle como Rose Kennedy.
- Kristin Booth como Ethel Kennedy.
- Enrico Colantoni como J. Edgar Hoover
- Don Allison como Lyndon B. Johnson
- Chris Diamantopoulos como Frank Sinatra.
- Charlotte Sullivan como Marilyn Monroe.
- Rachel Wilson como Michelle.
- Serge Houde como Sam Giancana.
- Gabriel Hogan como Joseph P. Kennedy, Jr.

## Producción
La audición para los papeles principales fue anunciada el 29 de abril de 2010 por el director Jon Cassar por su cuenta de Twitter. El octavo episodio de la miniserie fue filmado en Toronto entre junio y septiembre de 2010 y fue producida por el estudio canadiense independiente Muse Entertainment Enterprises y la compañía de producción de Joel Surnow. The Kennedys es la primera serie con un guion original hecho para History Television. El presupuesto para The Kennedys fue de $25 millones aunque los reportes ahora lo describen como una producción de $30 millones. La miniserie fue escrita principalmente por Steve Kronish, quien había trabajado previamente con Surnow en 24.

## Episodios y audiencias (Telecinco 2012)
TeleCino emitió íntegramente la serie en la noche de los miércoles de 22:20 a 00:30 de la madrugada. Antes de la emisión de los capítulos se emitían unos capítulos especiales en forma de documental sobre la vida de Kennedy y su familia antes y después de la muerte. Se emitió, también, en la noche de los miércoles de 22:00 a 22:20.El 5 de septiembre se emitió el último especial, esta vez con una duración más larga: De 22:20 a 00:00
| Temporada | Temporada | Episodios | Emisión                    | Audiencia media                             | Audiencia media | Audiencia media |
| Temporada | Temporada | Episodios | Emisión                    | Espectadores                                | Cuota           |                 |
| --------- | --------- | --------- | -------------------------- | ------------------------------------------- | --------------- | --------------- |
|           | 1         | 8         | 8 de agosto / 29 de agosto | 5 480 000 + 4 583 000(Capítulos ESPECIALES) | 27,2% + 25.2%   |                 |
| Total     | Total     | 8         | 2012                       | 5 480 000                                   | 27,2%           |                 |

| Capítulo    | Título original                                                           | Fecha de emisión        | Espectadores | Share |
| ----------- | ------------------------------------------------------------------------- | ----------------------- | ------------ | ----- |
| Temporada 1 |                                                                           |                         |              |       |
| ESP         | «La verdad»                                                               | 8 de agosto de 2012     | 4 778 000    | 26,5% |
| 1           | «La Venganza de Joe. Parte I»                                             | 8 de agosto de 2012     | 5 598 000    | 28,7% |
| 2           | «La Venganza de Joe. Parte II»                                            | 8 de agosto de 2012     | 5 612 000    | 29,8% |
| ESP         | «Kennedy, el legado»                                                      | 15 de agosto de 2012    | 4 428 000    | 23,5% |
| 3           | «Invasion fallida, fidelidad fallida»                                     | 15 de agosto de 2012    | 5 328 000    | 26,5% |
| 4           | «Promesas rotas y obstáculos mortales»                                    | 15 de agosto de 2012    | 5 485 000    | 28,8% |
| ESP         | «Kennedy, un futuro impredecible»                                         | 22 de agosto de 2012    | 3 128 000    | 17,7% |
| 5           | «Cuestiones Morales y Confusión Interna»                                  | 22 de agosto de 2012    | 4 941 000    | 25,3% |
| 6           | «Al Borde de la Guerra»                                                   | 22 de agosto de 2012    | 5 002 000    | 27,9% |
| ESP         | «Kennedy, la leyenda»                                                     | 29 de agosto de 2012    | 4 589 000    | 24,6% |
| 7           | «La Cuenta Atrás para la Tragedia»                                        | 29 de agosto de 2012    | 5 380 000    | 27,6% |
| 8           | «Las Consecuencias: La Maldición de una Familia Desgraciada y Angustiada» | 29 de agosto de 2012    | 5 522 000    | 30,4% |
| ESP FINAL   | «El antes y después de la tragedia»                                       | 5 de septiembre de 2012 | 5 982 000    | 33,8% |

## Premios y nominaciones
La serie ha recibido diversos galardones.
- Emmy 2011 al Mejor Actor en Película o Miniserie (Barry Pepper).

- Emmy 2011 al Mejor Maquillaje en Película o Miniserie.

- Emmy 2011 al Mejor Montaje de Sonido en Película o Miniserie.

- Emmy 2011 a la Mejor Peluquería en Película o Miniserie.

- Finalista al Emmy 2011 a la Mejor Película para TV o Miniserie.

- Finalista al Emmy 2011 al Mejor Actor en Película o Miniserie (Greg Kinnear).

- Finalista al Emmy 2011 al Mejor Actor de Reparto en Película o Miniserie (Tom Wilkinson).

- Finalista al Emmy 2011 a la Mejor Fotografía en Película o Mini Serie.

- Finalista al Emmy 2011 a la Mejor Dirección Artística en Película o Miniserie.

- Finalista al Emmy 2011 al Mejor Tema Musical en Película o Miniserie.

- Premio Gemini 2011 al Mejor Actor en Programa Dramático o Miniserie (Barry Pepper).

- Premio Gemini 2011 a la Mejor Fotografía en Programa Dramático o Miniserie.

- Finalista al Premio Gemini 2011 al Mejor Sonido en Programa Dramático o Miniserie.

- Finalista a la Ninfa de Oro del Festival de TV de Montecarlo 2011 al Mejor Actor en Miniserie (Tom Wilkinson).

- Nominación al Premio del Sindicato de Actores 2012 al mejor actor protagonista (Greg Kinnear).

## Lista de episodios
1. La venganza de Joe. Parte I: En 1938 Joseph P. Kennedy ("Joe"), embajador estadounidense en el Reino Unido, intenta mantener a su país alejado de la Segunda Guerra Mundial y apoya el Pacto de Múnich, a pesar de la oposición del presidente Roosevelt. Tras su destitución como embajador, acepta que sus hijos participen en el conflicto. Joe desea que su hijo mayor, Joe Jr., ocupe la presidencia de los Estados Unidos en el futuro. Sin embargo, cuando su otro hijo, John ("Jack"), regresa convertido en héroe de guerra, y tras la muerte de Joe Jr. en combate, Joe padre deposita sus ambiciones políticas en él.
2. La venganza de Joe. Parte II: A instancias de su padre, Jack logra ser elegido miembro de la Cámara de Representantes (1946) y senador (1952). En esa época además conoce a Jacqueline Bouvier ("Jackie"), con quien contrae matrimonio en 1953, pese a la fama de mujeriego tanto de Jack como de su padre Joe. El episodio también profundiza en la difícil relación del hermano menor (y director de campaña) de Jack, Robert ("Bobby"), con su padre. Debido a las constantes infidelidades de su marido, Jackie amenaza con solicitar el divorcio, pero Joe la convence de lo contrario para no dañar la carrera del futuro presidente. Jack triunfa en las elecciones presidenciales de 1960 y Joe le sugiere nombrar a Bobby fiscal general, pese a la molestia de éste, que no desea involucrarse en la política activa.
3. Invasión fallida, fidelidad fallida: Jack asume la presidencia en 1961 y acepta darle el puesto de fiscal general a Bobby, quien empieza a tener conflictos con el director del FBI, J. Edgar Hoover. Agobiado por sus molestias físicas y el insomnio, Jack recurre a numerosas amantes para aliviar su estrés. Su primer reto como presidente es la autorización de la fracasada invasión de Bahía de Cochinos para derrocar a Fidel Castro. Joe, que había aconsejado a Jack aprobar la invasión, le pide a Bobby que actúe más activamente como consejero de su hermano. La madre de Jack, Rose, le ofrece consejo a Jackie para lidiar con las infidelidades de su marido, asegurándole que su deber como mujer es mantener la integridad familiar. Finalmente, Hoover muestra a los hermanos Kennedy fotografías que muestran a Jack con su amante, Judith Campbell Exner, pareja del gánster Sam Giancana.
4. Promesas rotas y obstáculos mortales: Un flashback muestra a Joe en Chicago, en 1960, pidiendo la ayuda de Sam Giancana para asegurar el triunfo electoral de Jack en el estado de Illinois; Frank Sinatra (simpatizante de Jack y amigo de Giancana) le asegura al gánster que, gracias a un acuerdo con los Kennedy, después de la elección contará con total inmunidad para seguir con sus oscuras actividades. En la Casa Blanca, el presidente Kennedy es diagnosticado con la enfermedad de Addison, y comienza a consumir peligrosas cantidades de anfetaminas suministradas en secreto por Max Jacobson, apodado "Dr. Siéntetebien" ("Dr. Feelgood"). Debido al estrés de su actividad como primera dama, que no le permite pasar suficiente tiempo con sus hijos, Jackie también comienza a solicitar los servicios de Jacobson. Bobby inicia una guerra contra Giancana y otros miembros de la mafia; mientras, Jack integra a Abraham Bolden a la División de Protección Presidencial Servicio Secreto, el primer negro en asumir esa responsabilidad. Frank Sinatra se entrevista con Joe para pedirle que Bobby no interfiera en las actividades criminales de Giancana, pero éste se niega violentamente. Jack se entera de que el Gobierno de la República Democrática Alemana y la Unión Soviética están construyendo un muro en Berlín para evitar la huida de la población hacia el sector occidental, pero decide no tomar acciones militares al respecto; en cambio, solicita que las imágenes sean difundidas. Hoover le reproduce a Bobby la grabación de una conversación entre Giancana y otro importante mafioso, Johnny Roselli, que implica a Joe con el fraude electoral. Al verse comprometida la integridad moral y pública de la administración Kennedy, Bobby y Jack le piden a su padre que se aleje definitivamente de los asuntos presidenciales.
5. Cuestiones morales y confusión interna: Durante la escalada de violencia contra el movimiento por los derechos civiles de 1961, Jack le pide a su vicepresidente Lyndon B. Johnson que interceda ante los demócratas segregacionistas del Sur. James Meredith, un estudiante negro, es rechazado de la Universidad de Misisipi, exclusivamente para blancos, y Jack debe enfrentarse al gobernador racista Ross Barnett. Barnett, apoyado por el Ku Klux Klan, arenga a la población enfurecida para rebelarse en contra del presidente. Jack decide emplear a la Guardia Nacional para sofocar la revuelta, y Meredith es finalmente matriculado en la Universidad (1962). Jackie se vuelve cada vez más fármacodependiente, y tras ser confrontada por su esposo, ella le confiesa sus temores. Joe sufre un derrame cerebral y queda paralizado e incapaz de hablar. Rose hace un paralelo entre la condición de su esposo y la historia de su otra hija, Rosemary, quien nació con retraso mental; esto llevó a Joe a ordenar una lobotomía que terminó dejándola permanentemente muda e incapacitada. Rose despide a la asistente (y amante) de Joe, Michelle, a lo que éste responde escribiendo "Venganza", pero Rose le asegura: "No la mía, Joe. La de Dios" y a Joe darse cuenta de que ya no podrá manipular ni "ayudar" a sus hijos.
6. Al borde de la guerra: La aparición en una fiesta, celebrada en la Casa Blanca, de la socialité Mary Meyer, amante de Jack, provoca la indignación de Jackie, que se va de casa con los niños. En medio de esta difícil situación matrimonial, Jack y Bobby deben enfrentarse a una grave crisis internacional cuando se descubre que la Unión Soviética ha instalado bases de misiles nucleares en Cuba. A pesar de las presiones militares, Kennedy llega a un acuerdo con el primer ministro soviético Nikita Jrushchov para desmantelar los misiles nucleares estadounidenses estacionados en Turquía a cambio de que la Unión Soviética haga lo propio con los cohetes en territorio cubano. Jackie finalmente regresa y ambas crisis son solucionadas.
7. La cuenta atrás para la tragedia: En 1963, Jack y Jackie sufren la pérdida de su hijo recién nacido, Patrick. Con miras a la reelección, y para acallar los rumores de un supuesto quiebre dentro del Partido Demócrata, Jack realiza una visita oficial a Texas. Un flashback muestra la obsesión enfermiza de Marilyn Monroe por Jack, la cual la llevaría al suicidio, tras ser amenazada por Bobby con chantajearla (1962). El 22 de noviembre de 1963, mientras Rose logra convencer a Joe que intente ponerse de pie para darle una sorpresa a sus hijos en el Día de Acción de Gracias, Jack es asesinado en Dallas por un francotirador.
8. Las consecuencias: la maldición de una familia desgraciada y angustiada: Bobby se culpa a sí mismo por la trágica muerte de su hermano, debido a la gran cantidad de enemigos que ganó durante su gestión como fiscal general, y empieza a acercarse más a Jackie. Una vez superado su duelo, decide seguir los pasos de Jack y es elegido senador por Nueva York (1964). En 1968, en tanto que Jackie acepta casarse con el magnate griego Aristóteles Onassis para asegurar un buen futuro a sus hijos, Bobby se postula como candidato a la presidencia. Sin embargo, mientras celebra su triunfo en las primarias demócratas en California en el Hotel Ambassador (Los Ángeles), Bobby es asesinado. Finalmente, un epílogo en 1969 muestra a Jackie (ya convertida en la esposa de Onassis) visitando las tumbas de Jack y Bobby; mientras, en Hyannis Port, Joe rememora en silencio posiblemente su momento más feliz (la toma de poder de Jack en 1961) al recordar que, gracias a él, sus hijos llegaron hasta donde él quería y que el secreto del éxito de la familia Kennedy, fue él.

## Secuela
En abril de 2017 se estrenó The Kennedys: After Camelot, miniserie de cuatro capítulos que sigue la vida de Jackie Kennedy Onassis después de 1968. Katie Holmes y Diana Hardcastle retoman sus roles de Jackie y Rose Kennedy, respectivamente. El reparto incluye también a Matthew Perry como Edward "Ted" Kennedy (personaje que fue inexplicablemente omitido en The Kennedys), Alexander Siddig como Aristóteles Onassis y Kristen Hager como Joan Bennett Kennedy (esposa de Ted).